# Bokševac
Bokševac, utvrda koja datira iz kasne antike iz 4. – 6. stoljeća. Smještena na jednom od nižih istočnih obronaka planine Bokševice. Naseljenost i korištenje nastavljeno u srednjem vijeku. Bio je to veliki srednjovjekovni utvrđeni grad u sjevernoj Hercegovini. Od njega su danas ostali samo ostatci. Nalazi se u Kostajnici kod Konjica, lokalitet Gradina (913 mnv). Ostale su zidine i temelji rimokatoličke crkve. U srednjem vijeku bio je glavna tvrđava u župi Neretvi. 
Do prije osmanskih osvajanja bio je glavna tvrđava Kraljeve Neretve.
Bio je kršćanska utvrda u vrijeme hercega Stjepana. Pretpostavlja se, da je kraljica Katarina Kosača-Kotromanić, boravila u gradu Bokševcu, na putovanju iz Fojnice za Ston, Dubrovnik i Rim, prilikom bijega pred Turcima. 
U osmanskim napadima pretrpio rušenja. Nakon osmanskih osvajanja našao se na teritoriju nahije Neretve. Turci nisu obnavljali tvrđavu pa je potpuno napušten.
Turci su osvojili Bokševac 1463. godine i porušili. Porušili su i ovdašnji franjevački samostan Bosanske vikarije.